# Höll (Waldmünchen)
Höll ist ein Ortsteil der Stadt Waldmünchen im Landkreis Cham des Regierungsbezirks Oberpfalz im Freistaat Bayern.

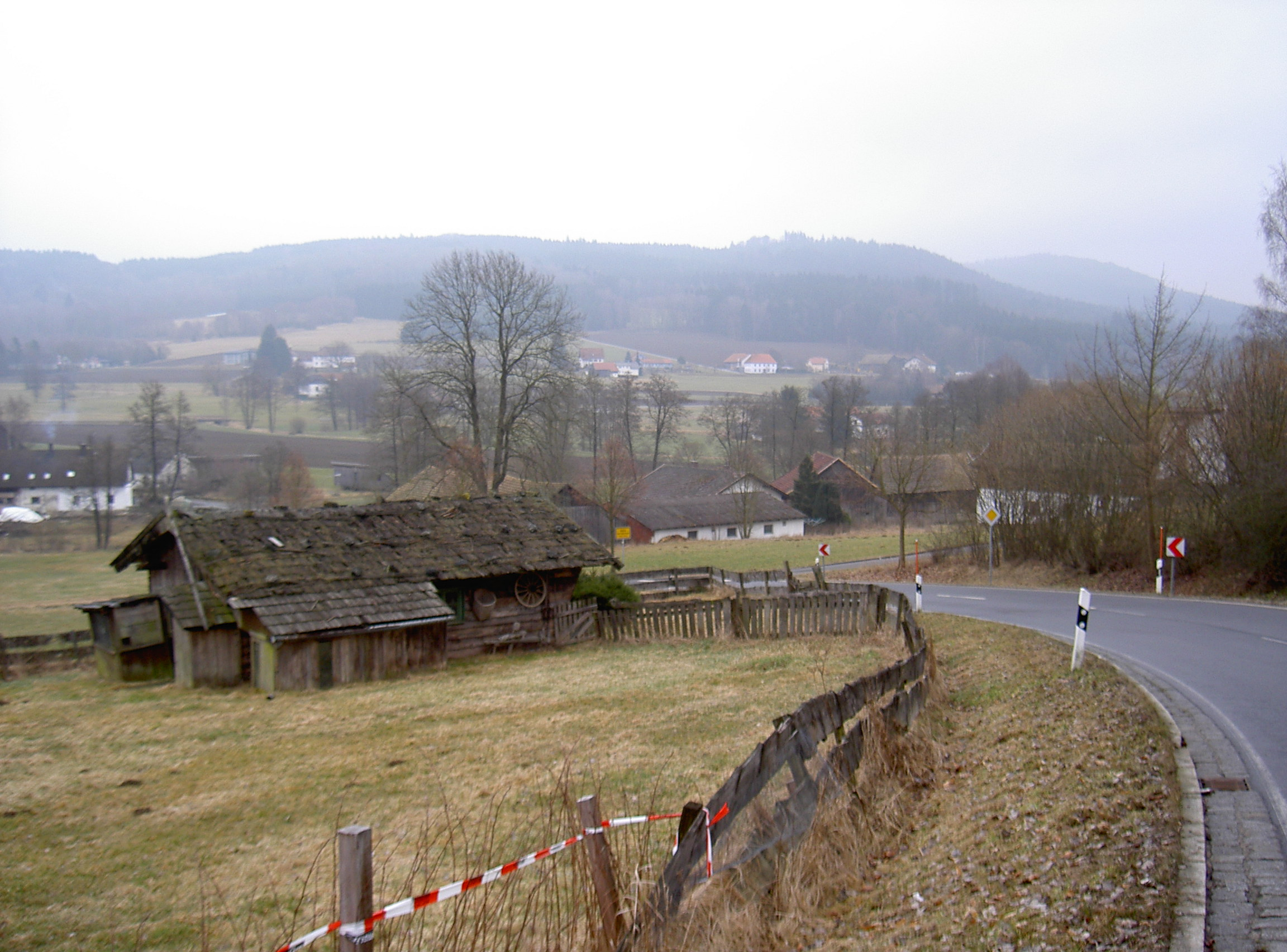
Blick auf Höll von Nordwesten

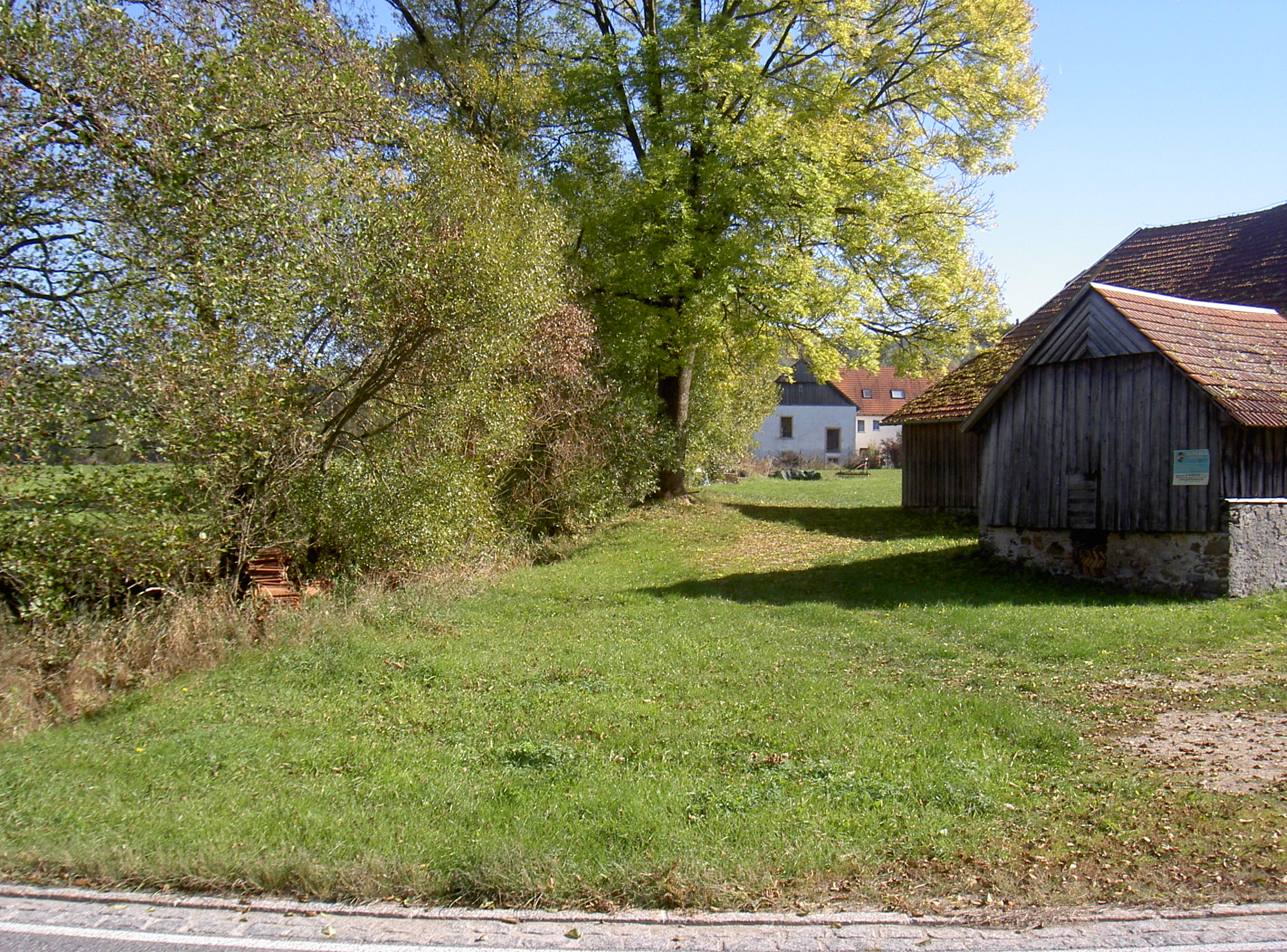
Höll, Häuser am Schwarzbach

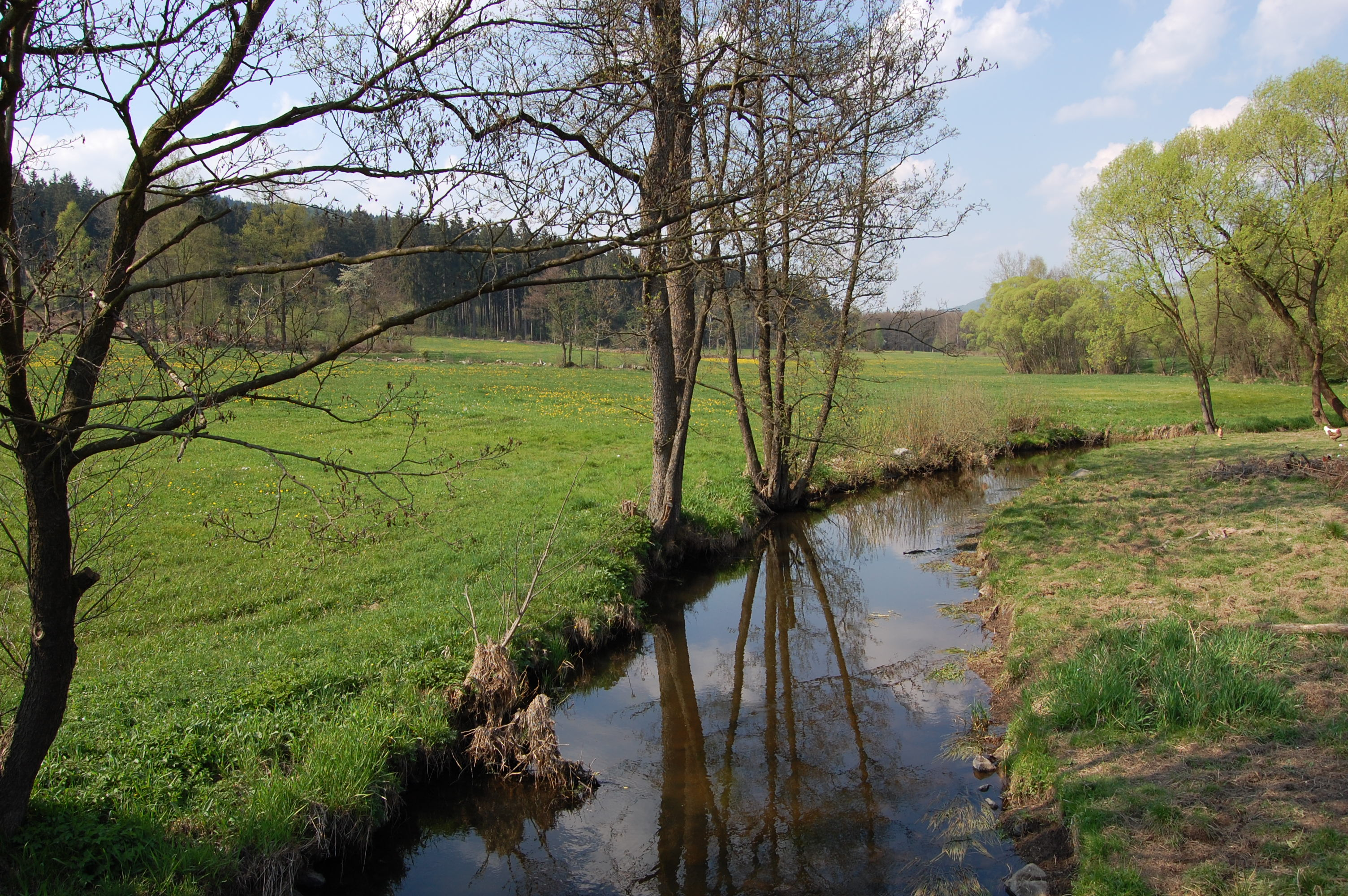
Böhmische Schwarzach bei Höll

## Geografie
Höll ist eine Streusiedlung 4,5 Kilometer nördlich von Waldmünchen an der tschechischen Grenze und an der Staatsstraße 2146, die hier beim Grenzübergang Höll-Lísková nach Tschechien führt.
Durch das Ortsgebiet von Höll fließt die Böhmische Schwarzach von Norden nach Süden. Bei Höll münden der Schwarzbach von links und der Kressenbach von rechts in die Böhmische Schwarzach. Südwestlich von Höll erhebt sich der 628 Meter hohe Höllberg.

## Geschichte
Höll (auch: in der Helle, in der Hell, Altthöll, Neyhöll, Müthler Höll, Müttler Höll, Mitternhöll, Mitterhöll, Hintere Höll, Vordere Höll = Hammer) liegt an der Böhmischen Schwarzach, deren breites Tal von alters her die Möglichkeit für Handelsstraßen bot. Eine dieser Altstraßen führte von Schwarzhofen über Treffelstein, Untergrafenried, Schäferei, Höll, Haselbach nach Böhmen. Anton Dollacker nimmt an, dass diese Straße bereits in der Stein- und Bronzezeit existierte. Durch den Eisernen Vorhang wurde diese Verbindung von 1945 bis 1989 unterbrochen und 1990 durch die feierliche Eröffnung des Grenzübergangs Höll-Lísková wieder aufgenommen.
An der Böhmischen Schwarzach und ihren Nebenflüssen entstanden zahlreiche Hammerwerke, Glashütten, Glasschleifen und Polierwerke. Allein in Höll gab es 3 Hammerwerke.
1387 wurde ein Hammer in Höll in den Akten der Großen Hammereinigung erwähnt: „Wolffhart und Hans die Snekken mit dem hamer zu der Helle“.
1563 wurde Höll mit einer Mannschaft verzeichnet. 1588 gab es in Höll 3 Sölden und 1 Inwohner. 1622 wurden für Höll aufgeführt 2 Schienhämmer, 1 Blechhammer, 17 Mannschaften und eine Mühle. 1630 hatte Höll 1 Hammergut, 1 Blechhammer, der zu einer Mühle mit einem Mahlgang umgewandelt worden war, 1 Gut, 1 Gütl, 3 Sölden, 1 Tripfhäusl, 6 Inwohner. Außerdem wurden für die Müthler Höll genannt 1 Hammergut mit einer Mühle und einer Säge, 1 Söldengütl, 4 Inwohner. 1703 hatte Höll 1 Hof, 1 Gut, 7 Sölden, 2 Häusler. Aus einem Bericht des Johann German Barbing an den Kurfürst Ferdinand Maria vom 16. Januar 1666 heißt es zu den Hammerwerken: „Obernhöll. In der sogenannten Obernhöll ist durch einen Bürger zu Waldmünchen, so Elßperger geheißen, von welchem Geschlecht jetzt in Osterreich Grafen sind, ein Blechhammer neben zwei Eisenhämmern erbaut worden, weil aber dieser Blechhammer ‚kein gut thun wollen‘, ist selbiger wieder eingegangen und dafür eine Mühle erbaut worden, welche zu dato ein Müller besitzt.“ Zu dem Hammer Mitternhöll heißt es: „Mitternhöll. Obengedachter Elßperger hat auch in der M . einen Schinhammer erbaut, wovon er sehr reich geworden, da er großes Gewerb und Abgang (= Verkauf) des Eisens gehabt. Der Hammer ist zwar bis dato noch gangbar gewesen, aber geht unter dem jetzigen Besitzer Christoph Frank, bei dem große Armut, nach und nach ein. Und wenn nicht ein Kaufmann (Käufer) kommt, so fällt das Hammerhaus und das ganze Werk neben der dabei stehenden Mahl- und Sägmühl zu Boden. Das ‚Eisenarzt‘ ist jeder Zeit zu Amberg geholt worden, aber erst vor zwei Jahren, wie beim Hammer zu Waldmünchen, ein anderes auf zwei Meilen Wegs gefunden worden.“ Und zu dem Hammer Unterhöll: „Unterhöll. In der U. ist ebenfalls vom obengedachten Elßperger ein Eisenhammer erbaut, bei dem früher kein geringer Eisenverschleiß gewesen, aber schon vor 30 Jahren zu grunde gegangen; dessen jetziger Inhaber ist Hans Erhardt, Churf. Bürgermeister zu Waldmünchen, welcher zwar die Auferbauung gar wohl vermöchte […] Wegen des ‚Eisenarztes‘ hat es obige Meinung.“
Die Umgebung von Höll war Gegenstand häufiger Grenzstreitigkeiten zwischen der Kurpfalz und Böhmen. 1550 wurde zwischen König Ferdinand von Böhmen und Kurfürst Friedrich von der Pfalz der Tauser Vertrag über den Grenzverlauf in dieser Gegend geschlossen. Allerdings wurde er nicht umgesetzt und es folgten weitere Streitigkeiten. Verhandlungen in den 1560er Jahren und Grenzbegehungen 1628 und 1664 führten zu keinem Erfolg.
Dann brach 1701 der Spanische Erbfolgekrieg aus. Es kam zur Bayerischen Diversion im Spanischen Erbfolgekrieg. Kurfürst Maximilian II. Emanuel von Bayern scherte aus dem Heiligen Römischen Reich aus und kämpfte für ein bayerisches Königreich gegen den Kaiser und König von Böhmen Leopold I. In der Zweiten Schlacht bei Höchstädt 1704 wurde er besiegt und aus Deutschland vertrieben. Die Oberpfalz wurde von 1705 bis 1715 durch kaiserliche Truppen besetzt. Kaiser und König von Böhmen war seit 1705 Joseph I. aus dem Hause Habsburg.
Nun kam es zu neuen Grenzbegehungen und Grenzuntersuchungen 1706, die zum Grenzvergleich 1707 führten. Dieser fiel sehr zugunsten der böhmischen Sieger des Krieges aus. Dabei kam Höll zu Böhmen, nur ein Haus in Höll blieb bei Bayern. Außerdem kamen die Hofmark Grafenried, die Orte Kleeberg, Kleinsteinlohe, Großsteinlohe, Althütte, Posthof, Arnstein, Kramberg, Schmalzgruben (= Nemaničky) und Haselbach zu Böhmen. 1708 wurden die betroffenen Untertanen nach Böhmen verpflichtet.
1759 fanden neue Grenzverhandlungen 1763 in Prag statt, die 1764 von Maria Theresia von Österreich ratifiziert wurden.
1766 fand in Prag ein Kongress statt, auf dem der Grenzverlauf endgültig festgelegt wurde, der seitdem Bestand hat. Dabei kam Höll mit 6 hausgesessenen Untertanen zurück zur Oberpfalz zum Pflegamt Waldmünchen. Ebenfalls zum Pflegamt Waldmünchen kamen Kleeberg, Kleinsteinlohe, Großsteinlohe, Alte und Neue Glashütte, Untere Hütte, Posthof, Wagenhof, Arnstein und Kramberg. In Böhmen blieben die ganze Hofmark Obergrafenried, Anger, Seeg, Hüthen (Neubauhütten = Novosedelské Hutě, Friedrichshütten = Nová Huť, Althütten = Stará Huť), Schmalzgruben und Haselbach.
1792 hatte Höll 13 Anwesen, 1 Müller, 1 Wirt. 1808 gab es in Höll 10 Anwesen, darunter eine Mühle, und ein Hüthaus. In Mitterhöll gab es 2 Anwesen, darunter eine Mühle, und ein Hüthaus.
1808 wurde die Verordnung über das allgemeine Steuerprovisorium erlassen. Mit ihr wurde das Steuerwesen in Bayern neu geordnet und es wurden Steuerdistrikte gebildet. Dabei kam Höll zum Steuerdistrikt Untergrafenried. Der Steuerdistrikt Untergrafenried bestand aus den Dörfern Untergrafenried und Höll, den Weilern Arnstein, Kramberg und Wagenhof und den Einöden Eben und Kramhof.
1820 wurden im Landgericht Waldmünchen Ruralgemeinden gebildet. Dabei wurde Höll Ruralgemeinde. Zur Ruralgemeinde Höll gehörte neben Höll mit 18 Familien die Einöde Hammer mit 3 Familien. Ein Projekt aus dem Jahr 1836, die Gemeinden Höll mit der Gemeinde Arnstein zusammenzulegen, wurde erst 1856 realisiert. Dabei kamen Arnstein mit 6 Familien und Eben mit 2 Familien zu Höll.
1972 wurde die Gemeinde Höll in die Stadt Waldmünchen eingemeindet.
Höll gehört zur Pfarrei Waldmünchen. 1997 hatte Höll 62 Katholiken.

## Einwohnerentwicklung ab 1820
| Jahr | Einwohner   | Gebäude |
| ---- | ----------- | ------- |
| 1820 | 18 Familien | k. A.   |
| 1838 | 171         | 14      |
| 1861 | 164         | 39      |
| 1871 | 233         | 72      |
| 1885 | 131         | 16      |
| 1900 | 130         | 15      |
| 1913 | 222         | 20      |

| Jahr | Einwohner | Gebäude |
| ---- | --------- | ------- |
| 1925 | 143       | 22 *    |
| 1950 | 189       | 24      |
| 1961 | 161       | 26      |
| 1970 | 117       | k. A.   |
| 1987 | 86        | 30      |
| 2011 | 56        | k. A.   |

## Tourismus und Sehenswürdigkeiten
Die Gegend bei Waldmünchen entlang der Böhmischen Schwarzach war bereits zur Steinzeit besiedelt. So findet sich westlich von Höll eine spätpaläolithische und mesolithische Freilandstation. Sie ist ein anerkanntes Bodendenkmal und trägt die Denkmalnummer D-3-6542-0003.
Durch Höll führen der Schwarzachtal-Radweg (am östlichen Ortsrand) und der Iron Curtain Trail (EV13) (am südlichen Ortsrand).